# Nahrendorf
Nahrendorf ist eine Gemeinde im Landkreis Lüneburg in Niedersachsen.

## Geografie

### Geografische Lage
Nahrendorf liegt im Naturpark Wendland.Elbe. Die Gemeinde gehört der Samtgemeinde Dahlenburg an, die ihren Verwaltungssitz in dem Flecken Dahlenburg hat.

### Gemeindegliederung
Ortsteile der Gemeinde sind Breese, Eichdorf, Kovahl, Lüben, Moislingen, Mücklingen, Neestahl, Nieperfitz, Nüdlitz, Oldendorf an der Göhrde, Pommoissel, Röthen, Süschendorf und Tangsehl.

## Geschichte
Ein Förster im Forsthaus Röthen, einer Ortslage der Gemeinde, wurde bereits 1690 aktenkundig. Ein bekannter Stelleninhaber war der Forstmeister Ferdinand Wallmann (1826–1921), ehemals Gehegereiter in Hannover, dem die Stelle zum 1. Oktober 1868 übertragen wurde.

## Eingemeindungen
Am 1. März 1974 wurden die Gemeinden Kovahl, Mücklingen, Oldendorf an der Göhrde und Pommoissel eingegliedert.

## Politik
Die Gemeinde Nahrendorf gehört zum Landtagswahlkreis 48 Elbe und zum Bundestagswahlkreis 38 Lüchow-Dannenberg – Lüneburg.

### Gemeinderat
Der Rat der Gemeinde Nahrendorf setzt sich aus elf Mitgliedern zusammen. Die Ratsmitglieder werden durch eine Kommunalwahl für jeweils fünf Jahre gewählt.
Bei der Kommunalwahl 2021 ergab sich folgende Sitzverteilung:
| Gemeinderat 2021Insgesamt 11 Sitze - SPD: 3 - Grüne: 2 - aB: 1 - CDU: 5 |

### Bürgermeister
Der ehrenamtliche Bürgermeister Uwe Meyer wurde am 9. September 2001 gewählt.

## Sehenswürdigkeiten

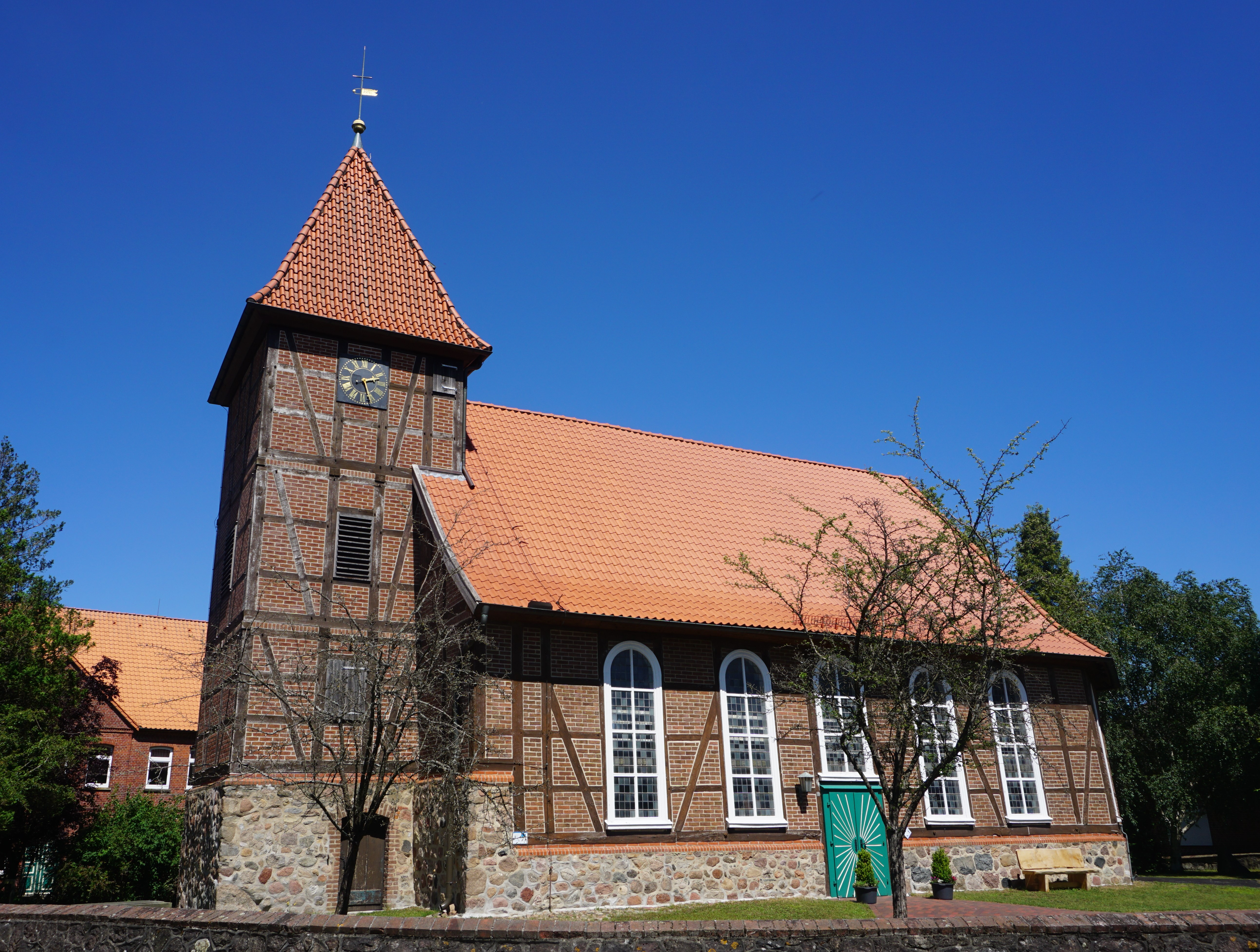
St.-Lamberti-Kirche in Nahrendorf

Die im Ortskern liegende St.-Lamberti-Kirche findet sich bereits in Urkunden des St. Michaelisklosters in Lüneburg aus dem Jahre 1271 wieder. Ende des 18. Jahrhunderts musste das Gotteshaus, durch diverse Sturmschäden in Mitleidenschaft gezogen, komplett erneuert werden. Zu Beginn der 1960er Jahre wurde das Gebäude abermals großflächig renoviert. Ungewöhnlich charismatisch ist der Fachhausstil der Fassade.

## Verkehr

### Straßenverkehr
Durch den Ortsteil Oldendorf an der Göhrde führt etwa drei Kilometer südlich des Gemeindehauptortes die Bundesstraße 216 Lüneburg – Dahlenburg – Dannenberg (Elbe).

### Schienenverkehr
Im Nahrendorfer Ortsteil Breese am Seißelberge befindet sich der Bahnhof Göhrde der Wendlandbahn, die von Lüneberg nach Dannenberg führt. Der Name des Bahnhofs bezieht sich auf den Staatsforst Göhrde und diente einst als wilhelminischer Kaiserbahnhof für die preußischen Staatsjagden. Heute ist der Bahnhof zu einem Haltepunkt geworden, aber man erkennt eindeutig, wo einst Gleise lagen. Der Bahnhof selbst ist nicht ausgeschildert und eher schwer zu finden. Zum immer noch währenden Schienenverkehr ist ein reger Bildungsverkehr hinzugetreten: Der Bahnhof Göhrde ist seit 1979 Bildungsstätte für emanzipatorische Kinder-, Jugend- und Erwachsenenbildung.

## Söhne und Töchter der Stadt
- Wolfgang Bode (1887–1964), Landtagsabgeordneter (DP)